# Yuri Alberto
Yuri Alberto Ribeiro da Silva dit Yuri Alberto, né le 18 mars 2001 à São José dos Campos au Brésil, est un footballeur international brésilien qui évolue au poste d'avant-centre au SC Corinthians.

## Biographie

### Santos FC
Né à São José dos Campos au Brésil, Yuri Alberto est formé au Santos FC, club qui lui permet de découvrir le monde professionnel. Il signe son premier contrat professionnel le 28 juillet 2017 avec son club formateur. C'est le 17 novembre 2017, alors qu'il n'a que 16 ans, qu'il joue son premier match en équipe première, à l'occasion d'une rencontre de championnat contre l'EC Bahia. Ce jour-là, il entre en jeu à la place de Renato. Son équipe s'incline sur le score de 3-1. Le 7 mars 2018 il inscrit son premier but en professionnel en égalisant face au Grêmio Novorizontino lors de la défaite de son équipe (2-1) dans le Campeonato Paulista, devenant le sixième plus jeune joueur à marquer pour Santos.

### SC Internacional
Le 16 juillet 2020, Yuri Alberto rejoint le SC Internacional,.

### Zénith Saint-Pétersbourg
Le 30 janvier 2022, Yuri Alberto est recruté par le Zénith Saint-Pétersbourg. Il s'engage pour un contrat courant jusqu'en juin 2027.

### SC Corinthians
Le 29 juin 2022, le SC Corinthians annonce l'arrivée de Yuri Alberto sous la forme d'un prêt jusqu'à la fin de la saison.
Le 10 janvier 2023, Yuri Alberto s'engage définitivement avec le SC Corinthians. Il signe un contrat courant jusqu'en décembre 2027.

### En équipe nationale
Yuri Alberto est sélectionné à plusieurs reprises avec l'équipe du Brésil des moins de 17 ans.
Il dispute avec cette équipe le championnat sud-américain des moins de 17 ans en 2017. Lors de cette compétition, il inscrit deux buts, contre l'Argentine et le Venezuela. Le Brésil remporte cette compétition.
Il participe ensuite avec cette équipe à la Coupe du monde des moins de 17 ans 2017 organisée en Inde. Lors de ce tournoi, il joue quatre matchs, inscrivant un but face au Mali le 28 octobre (victoire 2-0 du Brésil). Le Brésil s'incline en demi-finale face à l'Angleterre, et se classe troisième du mondial.
En mars 2023, Yuri Alberto est convoqué pour la première fois avec l'équipe nationale du Brésil par le sélectionneur intérimaire Ramon Menezes. Il honore sa première sélection lors de ce rassemblement, le 25 mars 2023, lors d'un match amical contre le Maroc. Il entre en jeu et son équipe s'incline par deux buts à un.

## Palmarès
Brésil -17 ans
- Vainqueur du championnat sud-américain des moins de 17 ans en 2017
- Troisième de la Coupe du monde des moins de 17 ans en 2017

 Zénith Saint-Pétersbourg
- Champion de Russie en 2022.

## Statistiques
| Saison                | Club                     | Championnat           | Championnat | Championnat | Championnat | Coupe(s) nationale(s) | Coupe(s) nationale(s) | Coupe(s) nationale(s) | Compétition(s) continentale(s) | Compétition(s) continentale(s) | Compétition(s) continentale(s) | Compétition(s) continentale(s) | Ligue régionale | Ligue régionale | Ligue régionale | Total | Total | Total |
| Saison                | Club                     | Division              | M.          | B.          | P.d.        | M.                    | B.                    | P.d.                  | Comp.                          | M.                             | B.                             | P.d.                           | M.              | B.              | P.d.            | M.    | B.    | P.d.  |
| 2017                  | Santos FC                | Série A               | 2           | 0           | 0           | -                     | -                     | -                     | -                              | -                              | -                              | -                              | -               | -               | -               | 2     | 0     | 0     |
| 2018                  | Santos FC                | Série A               | 9           | 0           | 0           | 2                     | 1                     | 0                     | CL                             | 1                              | 0                              | 0                              | 4               | 1               | 0               | 16    | 2     | 0     |
| 2019                  | Santos FC                | Série A               | -           | -           | -           | -                     | -                     | -                     | -                              | -                              | -                              | -                              | 2               | 0               | 0               | 2     | 0     | 0     |
| 2020                  | Santos FC                | Série A               | -           | -           | -           | -                     | -                     | -                     | -                              | 2                              | 0                              | 0                              | 3               | 1               | 1               | 5     | 1     | 1     |
| Sous-total            | Sous-total               | Sous-total            | 11          | 0           | 0           | 2                     | 1                     | 0                     | -                              | 3                              | 0                              | 0                              | 9               | 2               | 1               | 25    | 3     | 1     |
| 2020                  | SC Internacional         | Série A               | 23          | 10          | 2           | 3                     | 1                     | 0                     | CL                             | 3                              | 0                              | 0                              | -               | -               | -               | 29    | 11    | 2     |
| 2021                  | SC Internacional         | Série A               | 33          | 12          | 3           | 2                     | 0                     | 0                     | CL                             | 7                              | 3                              | 0                              | 13              | 4               | 1               | 55    | 19    | 4     |
| 2022                  | SC Internacional         | Série A               | -           | -           | -           | -                     | -                     | -                     | -                              | -                              | -                              | -                              | 1               | 1               | 0               | 1     | 1     | 0     |
| Sous-total            | Sous-total               | Sous-total            | 56          | 22          | 5           | 5                     | 1                     | 0                     | -                              | 10                             | 3                              | 0                              | 14              | 5               | 1               | 85    | 31    | 6     |
| 2021-2022             | Zénith Saint-Pétersbourg | Premier Liga          | 11          | 4           | 2           | 2                     | 2                     | 2                     | C3                             | 2                              | 0                              | 0                              | -               | -               | -               | 15    | 6     | 4     |
| 2022                  | SC Corinthians (prêt)    | Série A               | 19          | 8           | 1           | 6                     | 3                     | 1                     | CL                             | 2                              | 0                              | 0                              | -               | -               | -               | 27    | 11    | 2     |
| Total sur la carrière | Total sur la carrière    | Total sur la carrière | 97          | 34          | 8           | 15                    | 7                     | 3                     | -                              | 17                             | 3                              | 0                              | 23              | 7               | 2               | 152   | 51    | 13    |